# Los Corrales (Santa María de Dulcis)
Los Corrales (Os Corrals en aragonés) es un despoblado del municipio de Santa María de Dulcis, en la comarca del Somontano de Barbastro, Huesca, Aragón.

## Historia
Es documentado por primera vez en 1239 en la colegiata de Santa María de Alquézar. En 1251 formaba parte del concello de Alquézar y aldeas. En 1834 Los Corrales se une al ayuntamiento de Buera, al que perteneció hasta 1975.

## Demografía
| Gráfica de evolución de Los Corrales entre 1857 y 1930 |
|                                                        |